# 罗蒙诺索夫桥

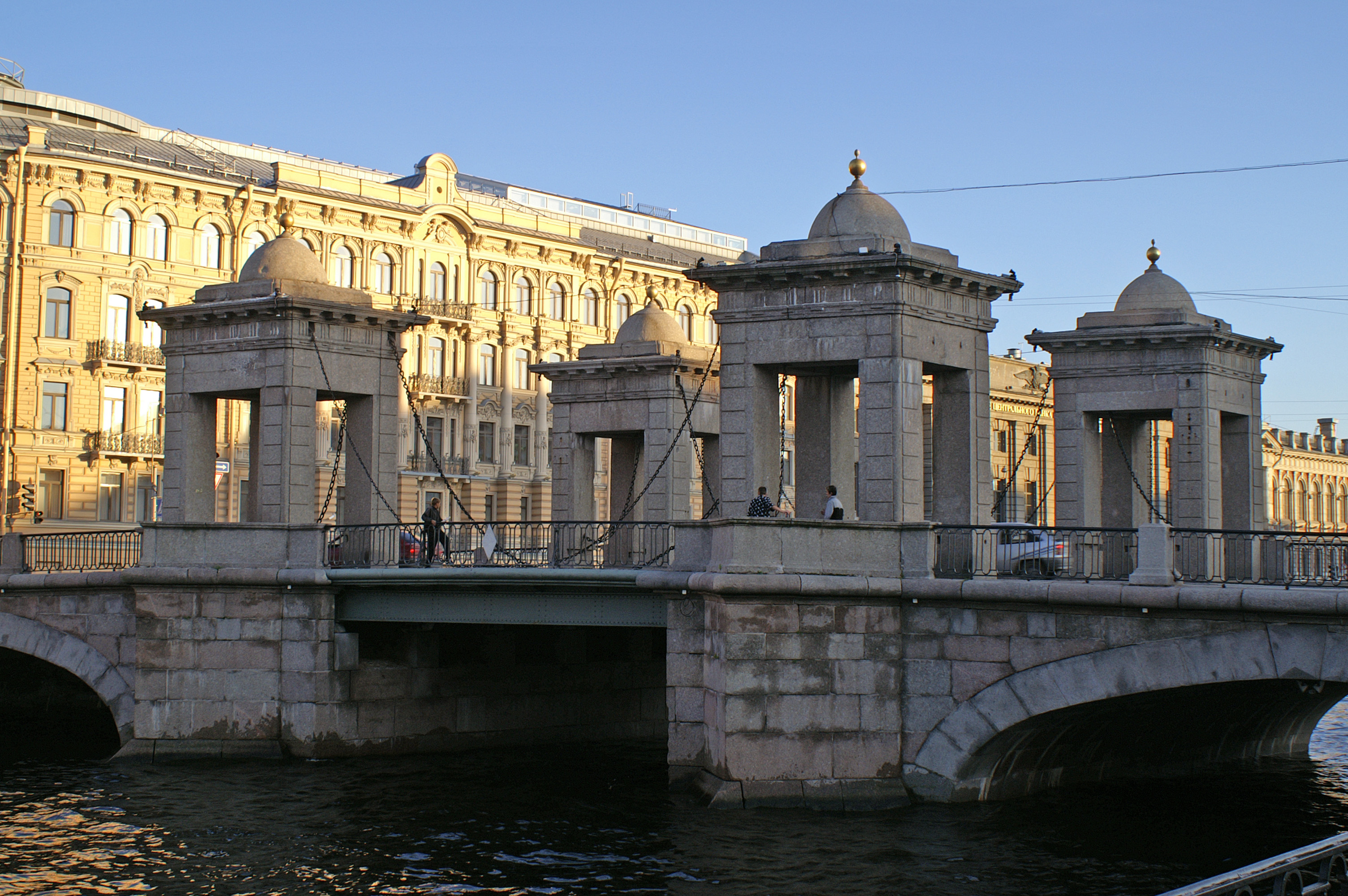
亭子

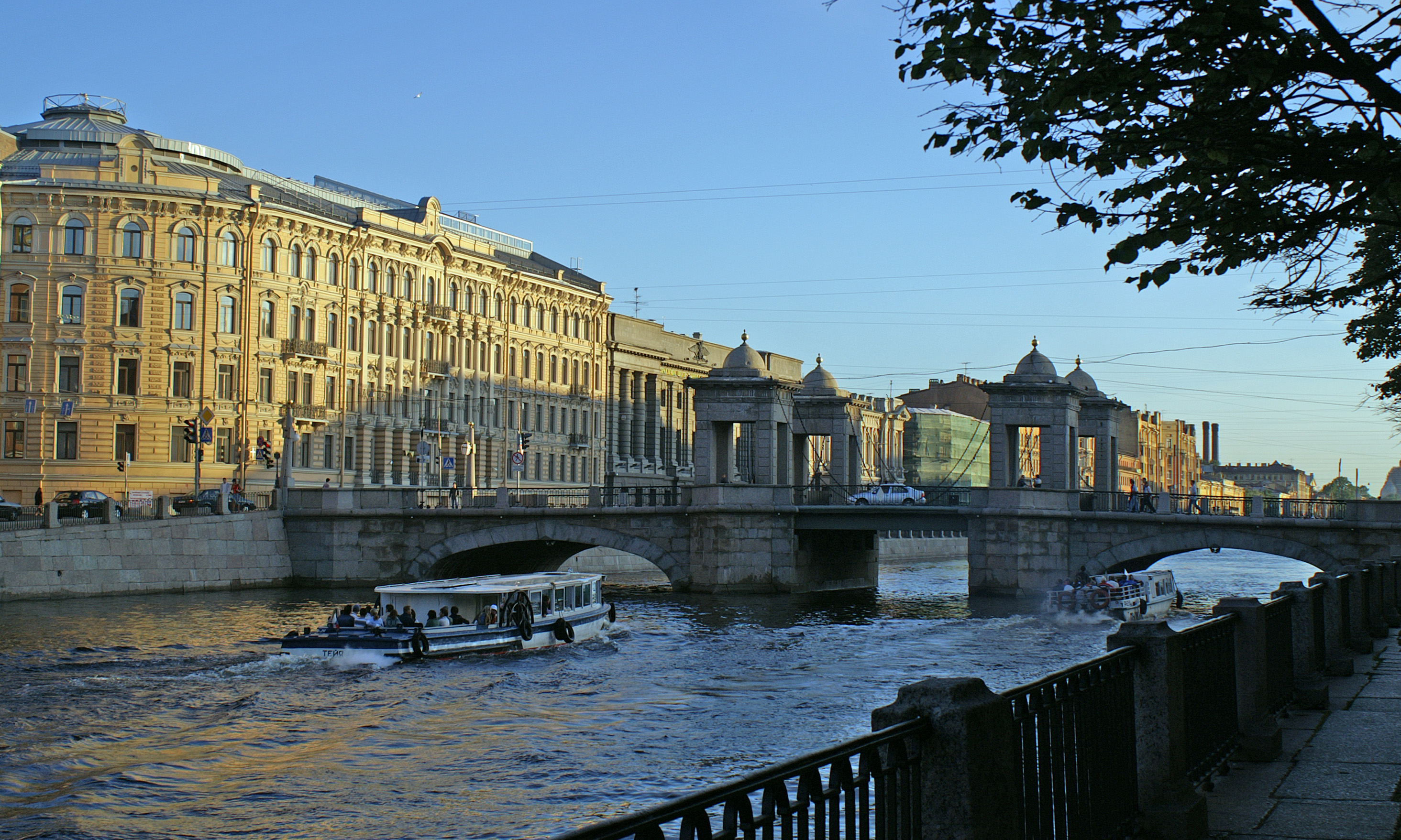
罗蒙诺索夫桥

罗蒙诺索夫桥（羅馬化：Most Lomonosova）是圣彼得堡丰坦卡河上的一座保存完好的18世纪桥梁。 
该桥原名Tchernyshov桥，长63米，宽14.7米，兴建于1785年到1787年。在19世纪中叶，其他桥梁拆除桥塔，以利交通，但是该桥保留了原貌，有四个亭子。该桥于1948年改名罗蒙诺索夫桥，得名于罗蒙诺索夫。